# Чехаиби, Отман
Отма́н Чехаи́би (араб. عثمان الشهايبي‎; род. 23 декабря 1954, Тунис) — тунисский футболист и футбольный тренер, играл на позиции нападающего. Участник чемпионата мира 1978 года.

## Биография

### Игровая карьера
В течение 10 сезонов Чехаиби играл за «Кайруан», в составе которого в 1977 году выиграл чемпионский титул.
В составе сборной Туниса принимал участие на чемпионате мира 1978 года, но на турнире был запасным и на поле не вышел.

### Тренерская карьера
Работал с несколькими футбольными клубами, среди которых был «Кайруан».